# Blood Out
Blood Out – amerykański thriller z 2011 roku, wydany bezpośrednio na wideo.

## Fabuła
Bohater filmu to policjant - Michael Savion (Luke Goss) z małego miasteczka, który pragnie pomścić śmierć brata Davida (Ryan Donowho). David został zamordowany przez członków własnego gangu po tym, jak chciał odejść i poślubić Glorię (Stephanie Honore). Gdy detektyw Hardwick (50 Cent) zamyka śledztwo w związku z brakiem dowodów, Savion porzuca odznakę i przenika do półświatka, szukając sprawiedliwości.

## Obsada
- Luke Goss jako Michael
- Tamer Hassan jako Elias
- AnnaLynne McCord jako Anya
- Vinnie Jones jako Zed
- 50 Cent jako Hardwick
- Val Kilmer jako Arturo
- Ed Quinn jako Anthony
- Ryan Donowho jako David
- Ambyr Childers jako Medic
- Michael Arata jako detektyw
- Jesse Pruett jako Methhead
- Bobby Lashley jako Hector